# 蒲生寿町
蒲生寿町（がもうことぶきちょう）は、埼玉県越谷市の町名。現行行政地名は蒲生寿町のみ。丁番を持たない単独町名である。住居表示実施地区。郵便番号は343-0836。

## 地理
埼玉県の東部地域で、越谷市の南部、東武伊勢崎線蒲生駅東口に位置する。ほぼ正方形の区域となっており、駅前のため飲食店が多い。南越谷駅周辺も徒歩圏内である。

## 歴史
- 1967年（昭和42年）11月1日 - 大字蒲生の一部から蒲生寿町が成立。

## 世帯数と人口
2018年（平成30年）3月1日現在の世帯数と人口は以下の通りである。
| 町丁     | 世帯数    | 人口    |
| -------- | --------- | ------- |
| 蒲生寿町 | 1,844世帯 | 3,686人 |

## 小・中学校の学区
市立小・中学校に通う場合、学区（校区）は以下の通りとなる。
| 番地 | 小学校                 | 中学校           |
| ---- | ---------------------- | ---------------- |
| 全域 | 越谷市立蒲生第二小学校 | 越谷市立南中学校 |

## 交通

### 道路
- 東京都道・埼玉県道49号足立越谷線（日光街道）
- 埼玉県道324号蒲生岩槻線
- 埼玉県道380号柿木町蒲生線

## 施設
- 川口信用金庫
- 東武こしがや自動車教習所
- 寿町公園
- 県営越谷蒲生団地
- 畔上公園
- 蒲生保育園
- あぜがみりんご保育園